# Avenue de Friedland
 (juin 2017).
Si vous disposez d'ouvrages ou d'articles de référence ou si vous connaissez des sites web de qualité traitant du thème abordé ici, merci de compléter l'article en donnant les références utiles à sa vérifiabilité et en les liant à la section « Notes et références ».
L’avenue de Friedland est une voie du 8e arrondissement de Paris.

## Situation et accès

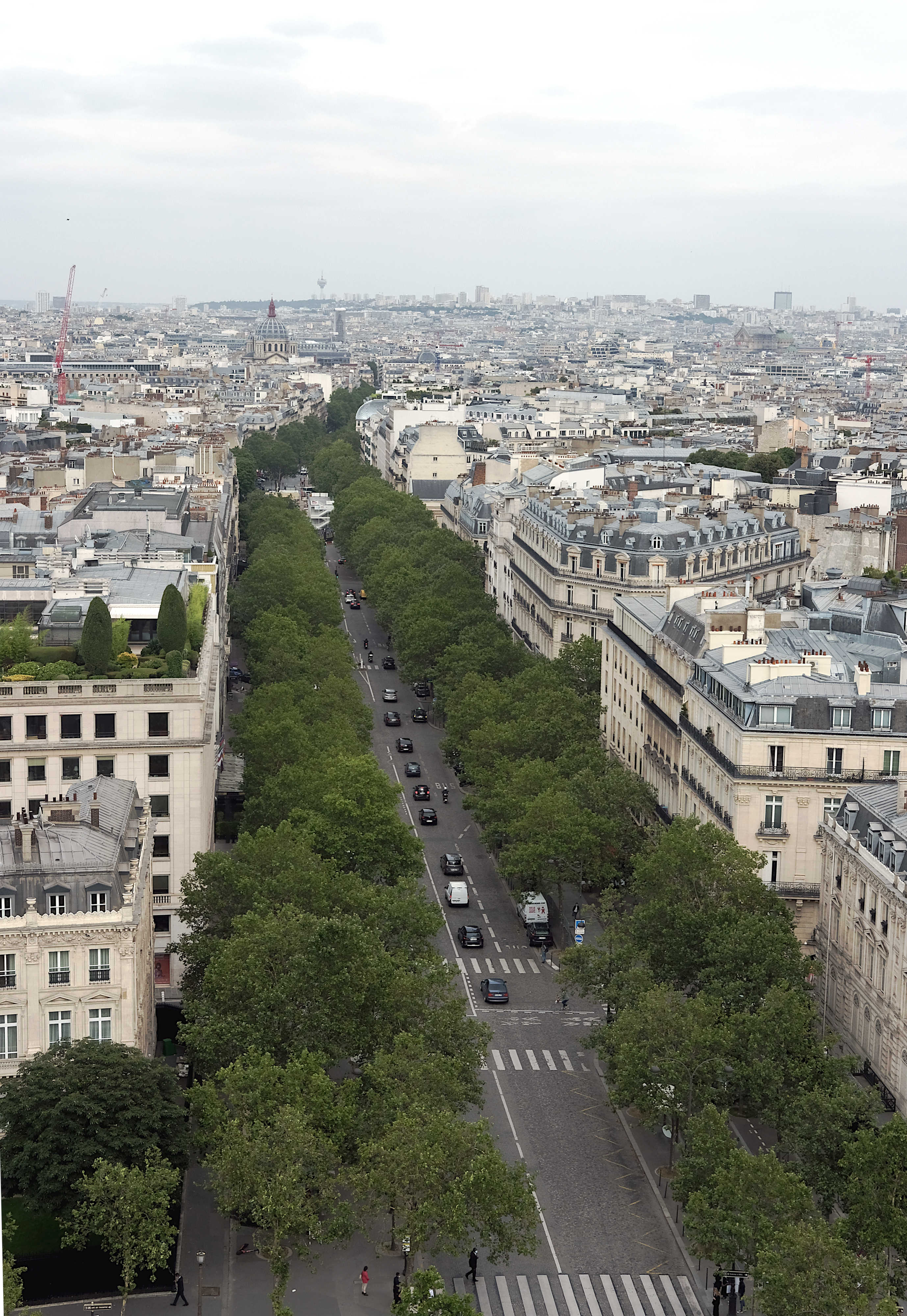
Avenue de Friedland vue depuis l'Arc de Triomphe.

Située dans le prolongement du boulevard Haussmann, elle débute au 178, rue du Faubourg-Saint-Honoré et aux 48 et 51, rue Washington et se termine place Charles-de-Gaulle.
Cette avenue est desservie par la stations de métro Charles de Gaulle - Étoile.

## Origine du nom
Cette voie a été nommée en commémoration de la bataille de Friedland, victoire remportée par Napoléon Ier face à la Russie le 14 juin 1807.

## Historique
Le « boulevard Beaujon », ainsi nommé d'après le financier Nicolas Beaujon qui avait fait construire dans le quartier, au XVIIIe siècle, une luxueuse villa, la folie Beaujon, fut ouvert entre la place de l'Étoile et la rue de Tilsitt en 1814. Il fut prolongé en 1857 jusqu'à la rue du Faubourg-Saint-Honoré et reçut son nom actuel en 1864. L'avenue était alors fort peu urbanisée.

## Bâtiments remarquables et lieux de mémoire
- No 3 : ancien siège de l'Aéropostale, récemment occupé par la Deutsche Bank et actuellement par Sisley.
- No 12 : la plaque de ce numéro, sur le mur du jardin de l'hôtel Salomon de Rothschild (voir « rue Berryer ») rappelle la maison qu'Honoré de Balzac habita à cette adresse, dans une ancienne dépendance de la folie Beaujon. Une statue de Balzac par Falguière fut érigée le long de l'avenue en 1902 par la Société des gens de lettres.
- No 14 : voir le 1, rue Beaujon.
- No 16 : légation et consulat du Paraguay dans les années 1920[2].
- No 22 : à cette adresse s'installa en 1928 l'architecte décorateur et artiste peintre Louis Süe (1875-1968) qui habitait avant au 124, rue du Faubourg-Saint-Honoré.
- No 23 : église du Corpus Christi, ou du Saint-Sacrement. Construite en 1874 comme dépendance de l'hôtel Potocki. En 1882, le comte Potocki la loua au marquis San Carlos Von de Montalvo pour les besoins des Espagnols sans ressources de Paris. Le bail fut continué au nom de la communauté espagnole de Paris. Elle était desservie avant 1906 par les prêtres du Très-Saint-Sacrement, congrégation fondée en 1856 par le père Eymard et qui avait ici sa maison-mère qui s'étendait jusqu'au 14, rue Chateaubriand[3] avec lequel la chapelle communiquait par un passage souterrain que la chambre de commerce et d'industrie de Paris a fait condamner. L'église est de nouveau desservie par les Prêtres du Saint-Sacrement après la Première Guerre mondiale et toujours au début du XXIe siècle, pour les besoins des fidèles du quartier.
- No 24 : en 1977, Bernard Tapie installa ses bureaux dans cet immeuble, d'abord dans un appartement.
- No 27 : hôtel Potocki. Construit entre 1878 et 1884 pour le comte Félix-Nicolas Potocki (1845-1921) par l'architecte Jules Reboul, l'un des plus remarquables exemples conservés du style inspiré par l'architecture classique française. « De grandioses salles de réception, un escalier monumental, des chambres de parade comme au Grand Siècle ! Encore un seuil que je ne franchirai plus pour l'une de ces fêtes qui étaient ce que pouvaient être les fêtes données par ce grand seigneur polonais dont les biens étaient immenses là-bas, de l'autre côté de l'Europe[4] […]. » La chambre de commerce et d'industrie de Paris, qui a acquis l'hôtel en 1922 pour y installer ses bureaux, a fait détruire les communs — qui se trouvaient au 16, rue Chateaubriand et dont le faste était célèbre — pour construire une nouvelle aile sur la rue Balzac, dans un style proche de celui du bâtiment principal, et aménager deux salles de réception par Jacques-Émile Ruhlmann.
- No 36 : Pierre Bourdan (1909-1948), ministre de la Jeunesse, des Arts et des Lettres, chargé des services de l'information dans le gouvernement Ramadier du 22 janvier au 22 octobre 1947, installa les bureaux de son ministère à cette adresse. Ces locaux hébergeaient la Radiodiffusion-télévision française (RTF) jusqu'à son déménagement à la Maison de la Radio en 1963[5].
- No 39 : cet immeuble a abrité au rez-de-chaussée, à partir de 1924, la galerie Durand-Ruel, fondée par Paul Durand-Ruel (1831-1922) et transférée à cette adresse par ses petits-fils. Si la galerie a fermé, le bâtiment continue d'abriter les archives Durand-Ruel, ensemble très vaste de documents sur l'impressionnisme et le postimpressionnisme.
- No 40 : hôtel Napoléon, dans lequel furent tournées des séquences des films Razzia sur la chnouf et Le cave se rebiffe[6].

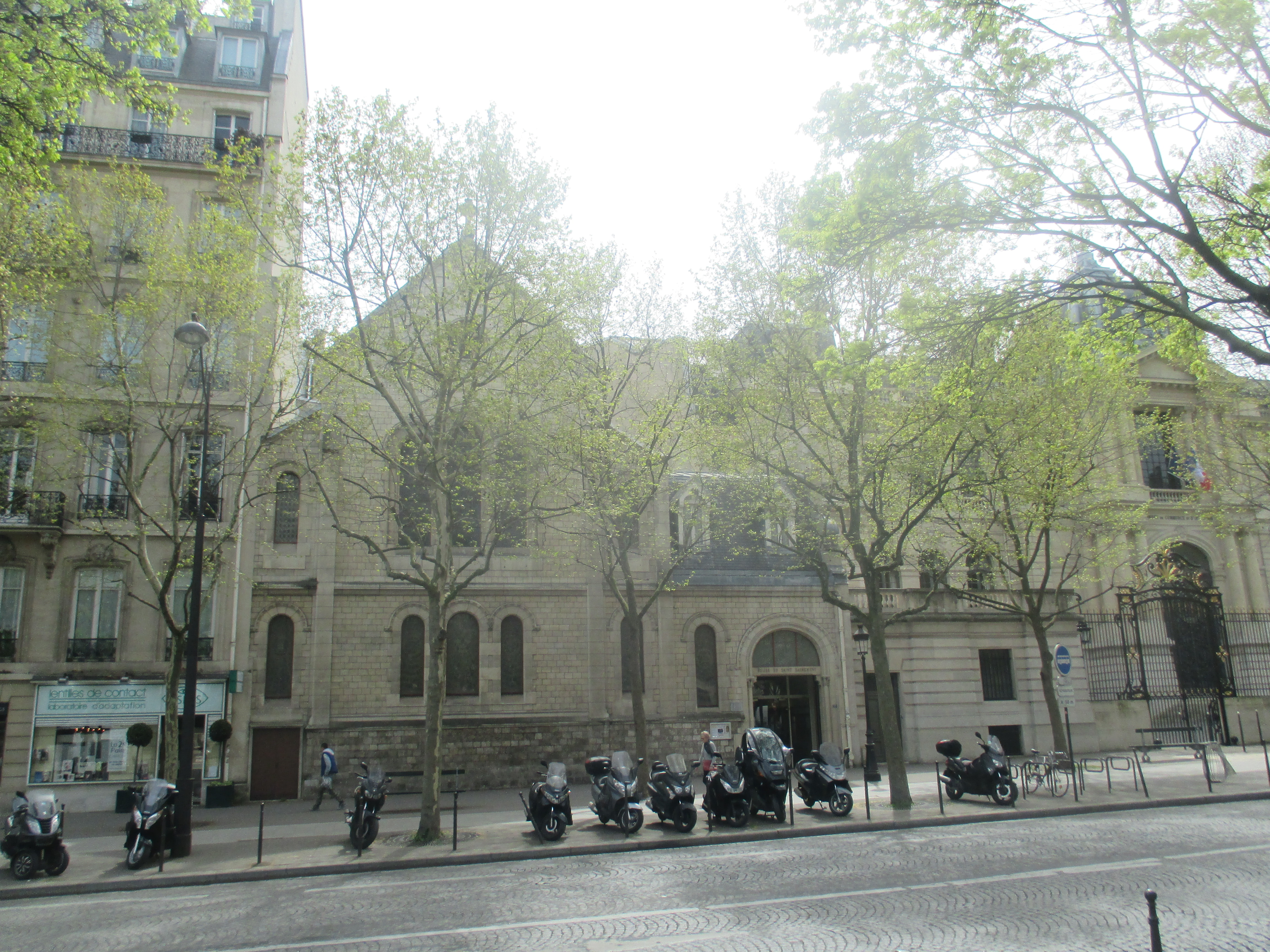
Façade de l'église du Saint-Sacrement contre l'ancien hôtel Potocki.
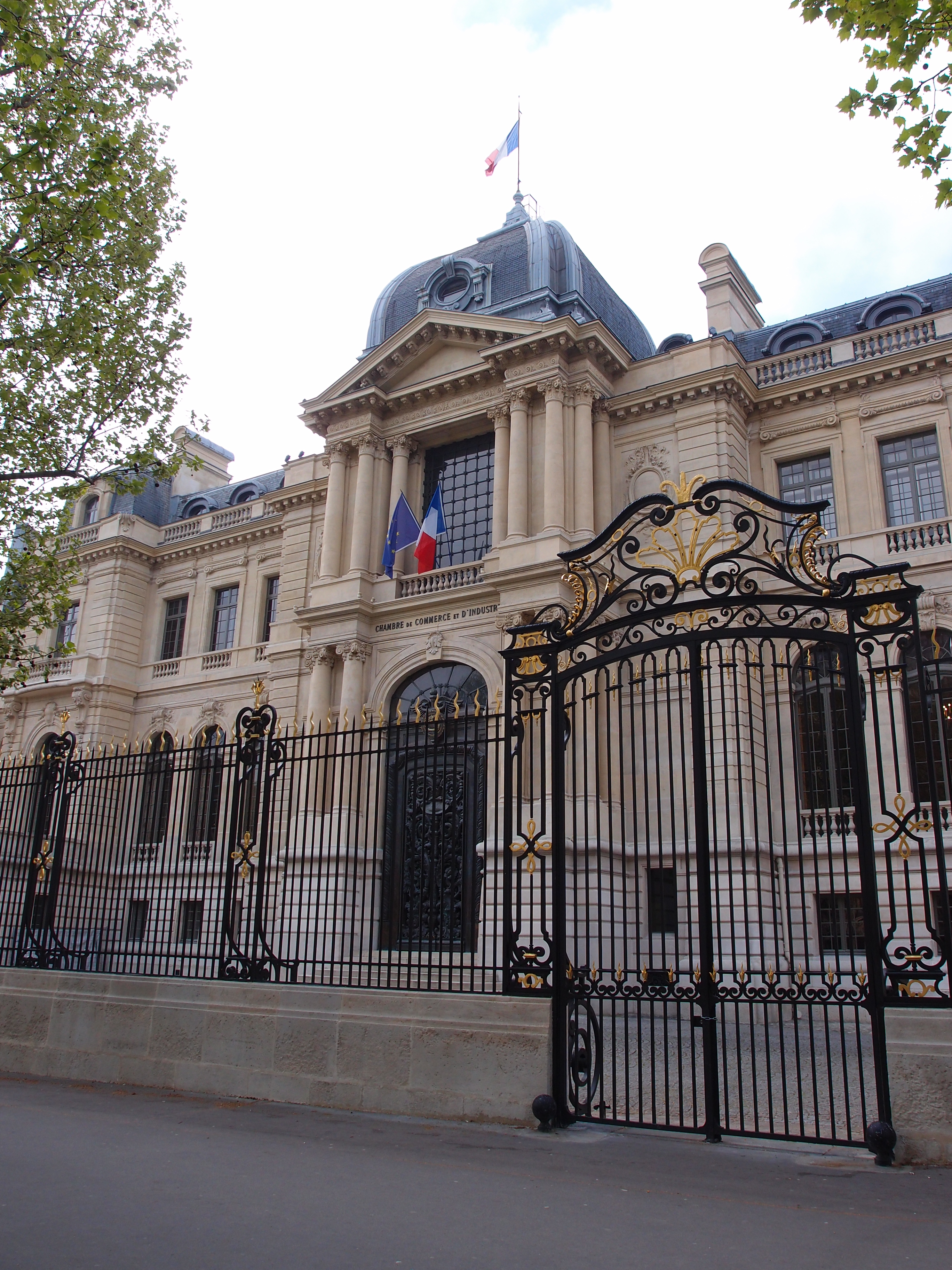
Hôtel Potocki (aujourd'hui chambre de commerce et d'industrie de Paris).
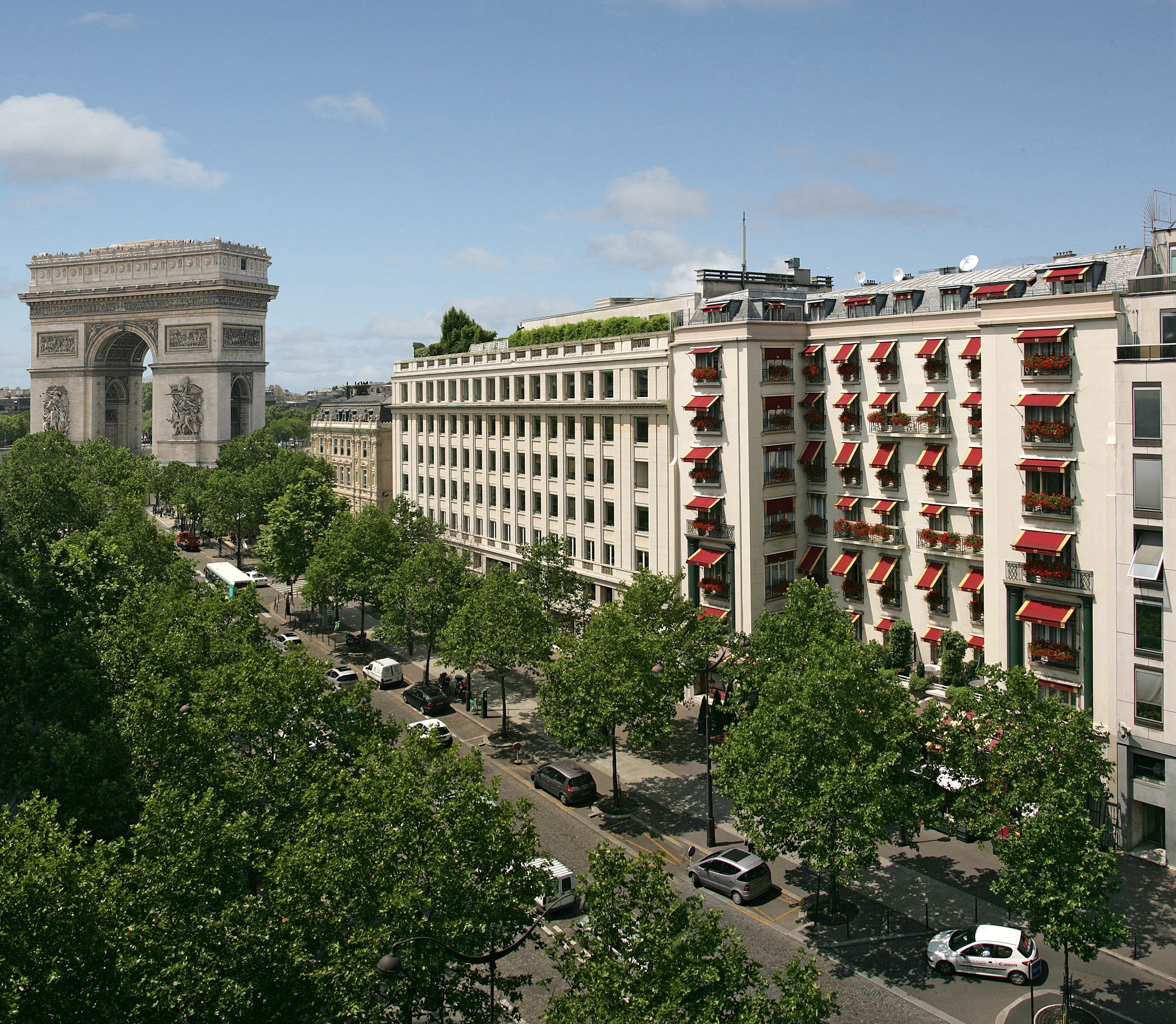
Hôtel Napoléon.
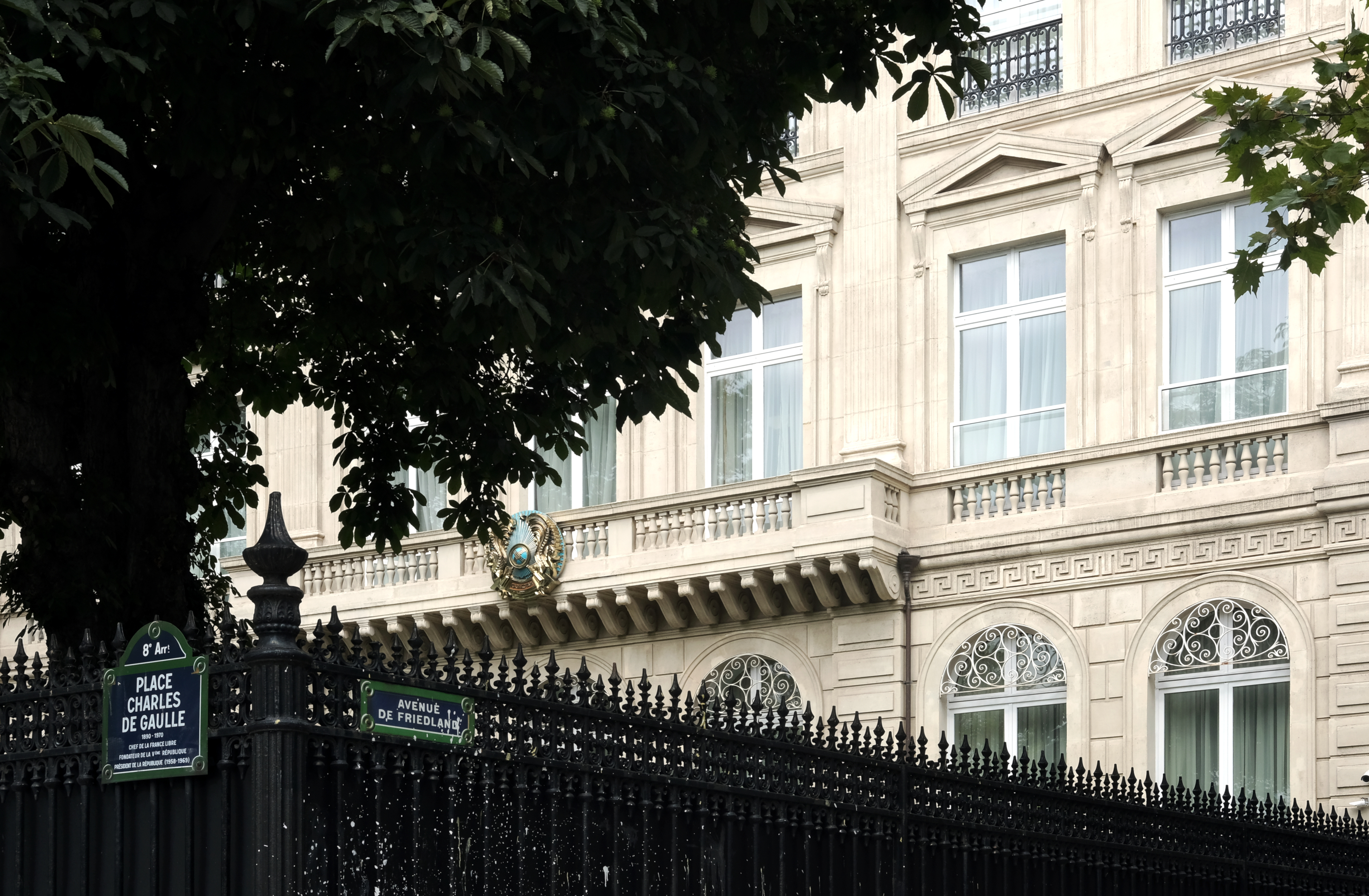
No 44 à l'angle de la place Charles-de-Gaulle.

### Bâtiments détruits
- No 1 : à l'emplacement du carrefour où se rencontrent l'avenue de Friedland, le boulevard Haussmann et la rue du Faubourg-Saint-Honoré se trouvait le petit hôtel particulier entre cour et jardin situé 55, rue du Faubourg-du-Roule où le baron Haussmann est né le 27 mai 1809 et qu'il fit démolir sans état d'âme dans le cadre des transformations de Paris sous le Second Empire qu'il dirigea.
- No 10 : emplacement de l'entrée de la folie Beaujon.
- No 11 : hôtel d'Edmond Porgès (1878-1941), héritier de la banque Porgès et Ephrussi de Vienne, et de son épouse née Marie-Mathilde « Macha » Brodsky (1888-1978). Leur hôtel et les collections d'art qu'il renfermait furent saisis comme biens juifs pendant la Seconde Guerre mondiale et mis sous administration provisoire des Domaines de la Seine par arrêté du 24 juin 1942. Edmond Porgès et sa femme vivaient alors à Londres, avant de s'installer à Monaco.
- No 18 : à cette adresse[7] vécut le baron Jacques d'Adelswärd-Fersen (1880-1923), romancier et poète et riche héritier, à 22 ans, des aciéries de Longwy-Briey, fondées par son père. Il donnait dans sa maison de l'avenue Friedland, devant une assistance choisie, des spectacles de tableaux vivants dans le genre antique où des lycéens recrutés à la sortie du lycée Condorcet exhibaient des nudités étrangement voilées tandis qu'on déclamait des poèmes. Accusé d'avoir organisé des messes noires et infligé des abus sexuels à de jeunes garçons, il fut poursuivi et condamné à 6 mois de prison, 50 francs d'amende et la perte de ses droits civiques pour cinq ans. Pour fuir le scandale, il s'installa en 1903 à Capri. Cette histoire a inspiré le roman de Roger Peyrefitte L'Exilé de Capri (1959). L'hôtel fut ensuite la résidence du peintre Maurice Lobre (1862-1951) (en 1910).
- No 28 : hôtel Beaujon. Maison aux murs roses habitée d'abord par la courtisane Lola Montez (1821-1861). Le duc Charles II de Brunswick (1804-1873), personnage excentrique surnommé le « prince Million » en raison de ses richesses, réfugié à Paris après avoir été chassé de ses États par une révolution en 1830, en fit l'acquisition et le transforma en une forteresse inviolable où il entassa ses trésors. « Il […] fit transformer [l'hôtel de Lola Montez] en un vrai palais d'opéra-comique, où il accumula de luxueuses prodigalités et des merveilles de mécanique. Outre que les murs étaient “hauts et solides comme des remparts”, cinq portes cochères en fer massif en défendaient l'entrée ; et pour les faire ouvrir, il fallait avoir le mot de passe ou parlementer longuement à travers un guichet grillé, semblable à ceux d'une prison. Aviez-vous l'insigne faveur d'obtenir une audience, un laquais pressait un bouton imperceptible, caché dans la muraille, et celle-ci s'ouvrait, vous présentant un fauteuil capitonné de satin bleu de ciel. Lorsque vous étiez assis dans ce fauteuil, on pressait un autre bouton, le panneau tournait sur lui-même et vous vous trouviez comme par le coup de baguette d'une fée, dans l'antichambre de l'appartement où se tenait le duc. Il fallait faire jouer encore un mécanisme pour se trouver dans le réduit que Son Altesse occupait et où il passait ses jours et ses nuits. Un immense lit carré, plus large que celui de Louis XIV à Versailles, attirait d'abord le regard du privilégié admis à contempler les traits de l'idole. Mais ce qui constituait l'originalité de cette pièce, c'est que sous les élégantes tapisseries, sous les moelleux tapis, sous les crépines d'or, tout était en fer. Les murs étaient en fer, le parquet était en fer, le plafond était en fer. C'était, en un mot, une immense cage de fer, dans laquelle le souverain déchu se plaisait à défier les assassins et les voleurs, grâce à des trucs véritablement féériques[8]. » Le duc de Brunswick quitta la France après la guerre de 1870 et finit ses jours à Genève. En 1874, la ville de Genève, héritière du duc de Brunswick, vendit l'hôtel du boulevard Beaujon au duc de Trévise. L'hôtel a excité les imaginations d'Arthur de Gobineau (Les Pléiades, 1874) et d'Élémir Bourges (Le Crépuscule des Dieux, 1884). L'inventaire de la succession du duc de Brunswick indique exactement l'emplacement de l'hôtel du duc à l'angle du 3 rue Beaujon et du 18 avenue de Friedland, avec un jardin et donnant donc sur la place Georges-Guillaumin (et non pas au 28).
- No 33 (angle de la rue Chateaubriand) : emplacement du petit château à trois tours qu'Arsène Houssaye s'était fait construire. Après la mort de sa femme, il le loua 20 000 francs par an à Lord Henry Seymour (1805-1859). Le château fut détruit par le percement du boulevard Beaujon en 1857. Il s'élevait lui-même à un emplacement occupé auparavant par deux petits hôtels d'architecture gothique et chinoise, construits pour le comte de Lamscone.
- No 38 : hôtel de la comtesse de Puyfontaine (en 1910).
- Nos 37-39 : emplacement du jardin avec fontaines, bosquets, grottes et treilles du petit château d'Arsène Houssaye, où il fit ultérieurement bâtir un hôtel de style mauresque (no 37) et un autre de style Renaissance (no 39). Dans les vignes du jardin, on célébrait des bacchanales restées célèbres :
  - no 37 : hôtel de style mauresque construit pour Arsène Houssaye le long du boulevard Beaujon au moment du percement de celui-ci et loué ensuite à la marquise de Caux, puis à M. H. Ehrmann (en 1910) ;
  - no 39 : hôtel de style Renaissance, orné en façade de médaillons d'Auguste Clésinger, construit pour Arsène Houssaye le long du boulevard Beaujon au moment du percement de celui-ci. L'homme de lettres y vécut et y mourut en 1896. Il donna dans cet hôtel des redoutes mémorables. « C'est là, écrit André de Fouquières, que se donnèrent tant de redoutes célèbres dont l'une fut, dit-on, l'occasion d'une première rencontre entre Mme de Loynes et l'austère Jules Lemaître. […] Sur le palier de l'étage, […] [se trouvait] la chaise à porteurs où, au cours des folles redoutes de jadis, venaient se cacher pour intriguer avec leurs cavaliers, les invitées d'Arsène Houssaye, Ferdinand Bac m'a beaucoup parlé des fastes de cette demeure, du faux Raphaël dont l'excellent Arsène était si fier et pour l'achat duquel, lui toujours à court d'argent du fait de ses constantes générosités, avait consenti de gros sacrifices[9]. » La maison fut ensuite habitée par le fils d'Arsène Houssaye, l'historien Henry Houssaye (1848-1911), qui la quitta pour aller s'installer au 50, avenue Victor-Hugo, puis par M. A. David (en 1910).
- No 42 : hôtel de la baronne James de Rothschild (en 1910)[10].
- No 43 : emplacement de l'élégant hôtel de la comédienne Jeanne Darlaud (1863-1914), sociétaire de la Comédie-Française en 1899[10], puis du baron Robert de Rothschild (en 1910).
- L'industriel Charles Xavier Thomas de Colmar (1785-1870) fit construire une belle maison boulevard Beaujon, à l'emplacement de l'ancien jardin Beaujon, vers le milieu des années 1860 par l'architecte Alfred Feydeau. Il commanda des décorations (panneaux et plafond peints) pour sa salle à manger, de style Louis XIV, à Jean-François Millet et, peut-être, à Gustave Courbet.

### Habitants célèbres
- Nicolas Changarnier (1793-1877), général et homme politique.
- Marietta Ricotti, danseuse de l'Opéra de Paris (no 1)[11].
- Louis Süe (1875-1968), architecte décorateur, artiste peintre au no 22 en 1928.
- Jules Supervielle (1884-1960), poète et écrivain franco-uruguayen.
- Georges Tourreil (1894-1960), acteur français est mort au no 4.